# Hiéroglyphe égyptien G13
Le Soped, en hiéroglyphes égyptiens, est classifié dans la section G « Oiseaux » de la liste de Gardiner ; il y est noté G13. 

## Représentation
Il représente le dieu Soped (Horus de Nekhen) sous forme de faucon pèlerin (Falco peregrinus) couché portant deux plumes sur sa tête. Il est translittéré Ḥr. 

## Utilisation
| G13 | O47 · O49 |

| G13 | O47 · O49 |

| M44 | w | G13 |

| M44 | w | G13 |